# Décès en 1045
Décès
- 1041
- 1042
- 1043
- 1044
- 1045
- 1046
- 1047
- 1048
- 1049

Cette page dresse une liste de personnalités mortes au cours de l'année 1045 :
- 16 janvier : Aribert d'Intimiano, archevêque de Milan.
- 7 février : Go-Suzaku, empereur du Japon.
- 8 février : Fujiwara no Sadayori, poète et courtisan japonais.
- 27 mars : Ali ibn Ahmad al-Jarjara'i (en), Wasita (en), puis vizir.
- 22 avril : Brihtwold, évêque de Ramsbury.
- 20 mai : Otton de Vermandois, ou Eudes de Vermandois, comte de Vermandois.
- 27 mai : Brunon de Wurtzbourg, chancelier d'Italie de 1027 à 1034, puis évêque de Wurtzbourg (saint de l’Église catholique).
- juin : Rainulf Ier d'Aversa, fondateur vers 1030 du comté d'Aversa qui fut le premier établissement permanent des Normands en Italie.
- 9 octobre : Gunther, ermite catholique originaire de Bohême.

- Adélaïde de Quedlinbourg, fille de l'empereur Otton II et de Théophano Skleraina.
- Brihtwine II (en), évêque de Salisbury.
- Crínán de Dunkeld, abbé laïc de Dunkeld, Mormaer d’Atholl.
- Rainulf Drengot, 1er comte normand d'Aversa.
- Gérard Flaitel, chevalier normand.
- Poppo de Treffen, patriarche d'Aquilée.
- Radbot, comte de Klettgau, époux d’une parente du duc de Lorraine et frère de l’évêque de Strasbourg, Werner. Il est à l’origine de la dynastie des Habsbourg.
- Siegfried, religieux anglais, saint patron de la Suède.
- Sigvatr Þórðarson, ou Sighvatr Þórðarson, Sigvat Tordarson, Sigvat the Skald, poète islandais.
- Vahram Pahlavouni (en), chef militaire arménien, puis prince de Bdjini et Nik.

date incertaine
- 1044 ou 1045 :
  - Henri de Montferrat, membre de la dynastie des Alérames.
- vers 1045 :
  - Emma de Gurk, sainte veuve, fondatrice de monastères en Autriche.

## Crédit d'auteurs
- Cet article est partiellement ou en totalité issu de l'article intitulé « 1045 » (voir la liste des auteurs).